# Princesita (serie animada)
Little Princess (Princesita en Hispanoamérica y Pequeña princesa en España) es una serie infantil británica inspirada en los libros de Tony Ross. Dirigida por Edward Foster bajo el nombre Little Princess. La serie se estrenó de aires a las 11:00 a. m. ET/PT tiempo en 28 de mayo de 2007 en The Learning Channel's Ready Set Learn bloque en los Estados Unidos.
Para Latinoamérica y Miami es transmitida a través del canal Discovery Kids y CBeebies, y para España es transmitida a través del canal La 2 y Clan

## Episodios
| Número de episodios | Título en español                     | Título original                  | Estreno             | Audiencia (millones) |
| ------------------- | ------------------------------------- | -------------------------------- | ------------------- | -------------------- |
| Temporada 1         |                                       |                                  |                     |                      |
| 1                   | ¡Quiero mi diente!                    | I Want My Tooth                  | 28 de mayo de 2007  |                      |
| 2                   | ¡No quiero ayuda!                     | I Don't Want Help                | 29 de mayo de 2007  |                      |
| 3                   | ¡No quiero ir a dormir!               | I Don't Want to Go to Bed        | 30 de mayo de 2007  |                      |
| 4                   | ¡No sé lo qué quiero ser!             | I Don't Know What to be          | 31 de mayo de 2007  |                      |
| 5                   | ¡Quiero silbar!                       | I Want to Whistle                | 1 de junio de 2007  |                      |
| 6                   | ¡Quiero mi chupete!                   | I Want My Dummy                  | 4 de junio de 2007  |                      |
| 7                   | ¡No me acuerdo!                       | I Can't Remember                 | 5 de junio de 2007  |                      |
| 8                   | ¡No quiero bañarme!                   | I Don't Want a Bath              | 6 de junio de 2007  |                      |
| 9                   | ¡Yo no fui!                           | I Didn't Do It                   | 7 de junio de 2007  |                      |
| 10                  | ¡No me quiero peinar!                 | I Don't Want to Comb My Hair     | 8 de junio de 2007  |                      |
| 11                  | Mi amigo el tomate                    | I Don't Like Salad               | 11 de junio de 2007 |                      |
| 12                  | ¡Abracadabra!                         | I Want to do Magic               | 12 de junio de 2007 |                      |
| 13                  | ¡No me gusta ordenar!                 | I Don't Want to Tidy Up          | 13 de junio de 2007 |                      |
| 14                  | ¡Quiero una trompeta!                 | I Want a Trumpet                 | 14 de junio de 2007 |                      |
| 15                  | ¡No quiero compartir!                 | I Don't Want to Share            | 15 de junio de 2007 |                      |
| 16                  | ¡No me gustan los gusanos!            | I Don't Like Worms               | 18 de junio de 2007 |                      |
| 17                  | ¡Quiero mi voz!                       | I Want My Voice Back             | 19 de junio de 2007 |                      |
| 18                  | ¿Qué le pasa a gilberto?              | What's Wrong with Gilbert?       | 20 de junio de 2007 |                      |
| 19                  | Mi tienda de campaña                  | I Want a Tent                    | 21 de junio de 2007 |                      |
| 20                  | ¡Quiero ganar!                        | I Want to Win                    | 22 de junio de 2007 |                      |
| 21                  | Estoy resfriada                       | I Don't Want a Cold              | 25 de junio de 2007 |                      |
| 22                  | Un día sin nana                       | Maid's Day Off?                  | 26 de junio de 2007 |                      |
| 23                  | ¿Me quedo con el?                     | Can I Keep It?                   | 27 de junio de 2007 |                      |
| 24                  | ¡Quiero cocinar!                      | I Want to Cook                   | 28 de junio de 2007 |                      |
| 25                  | ¡No me gusta el otoño!                | I Don't Like Autumn              | 29 de junio de 2007 |                      |
| 26                  | ¡No quiero liendres!                  | I Don't Want Nils                | 2 de julio de 2007  |                      |
| 27                  | ¡Mis zapatos nuevos!                  | I Want My New Shoes              | 3 de julio de 2007  |                      |
| 28                  | ¡Mi caracol!                          | I Want My Snail                  | 4 de julio de 2007  |                      |
| 29                  | ¡Esto es mío! ¡Mío!                   | But They're Mine…                | 5 de julio de 2007  |                      |
| 30                  | ¡Quiero mi trineo!                    | I Want My Sledge                 | 6 de julio de 2007  |                      |
| Temporada 2         |                                       |                                  |                     |                      |
| 31                  | ¡Quiero una tienda!                   | I Want a Shop                    |                     |                      |
| 32                  | ¡Quiero el deporte!                   | It's Sports Day!                 |                     |                      |
| 33                  | ¡Quiero ser un pirata!                | I Want to be a Pirate            |                     |                      |
| 34                  | ¡Quiero ir a la feria!                | I Want to Go to the Fair         |                     |                      |
| 35                  | ¡Quiero disfrazarme!                  | I Want to Dress Up               |                     |                      |
| 36                  | ¡Quiero una sorpresa!                 | I Want a Surprise                |                     |                      |
| 37                  | ¡Quiero una bicicleta!                | I Want a Bicycle                 |                     |                      |
| 38                  | ¡No me quiero ir!                     | I Don't Want to Leave Home       |                     |                      |
| 39                  | ¡Mi mejor amigo!                      | I Want a Best Friend             |                     |                      |
| 40                  | ¡No quiero besar a la Tía abuela!     | I Don't Want to Kiss Great Aunty |                     |                      |
| 41                  | ¡Quiero un festín de medianoche!      | I Want a Midnight Feast          |                     |                      |
| 42                  | ¡Quiero ser buena!                    | I Want to be Good                |                     |                      |
| 43                  | ¡Quiero mis crayónes!                 | I Want My Crayons                |                     |                      |
| 44                  | ¡Quiero ser alta!                     | I Want to be Tall                |                     |                      |
| 45                  | ¡Soy muy valiente!                    | I Want My Plaster                |                     |                      |
| 46                  | ¡Quiero un columpio!                  | I Want a Swing                   |                     |                      |
| 47                  | ¡Quiero ser un bebé!                  | I Want to be a Baby              |                     |                      |
| 48                  | ¡Quiero ser una cavernícola!          | I Want to be a Cavegirl          |                     |                      |
| 49                  | ¡Quiero mis títeres!                  | I Want My Puppets                |                     |                      |
| 50                  | ¡Un regalo para Mamá!                 | Mother's Day!                    |                     |                      |
| 51                  | ¡Quiero ser una exploradora!          | I Want to be an Explorer         |                     |                      |
| 52                  | ¡Quiero coleccionar!                  | I Want to Collect                |                     |                      |
| 53                  | ¡Quiero ser reina!                    | I Want to be Queen               |                     |                      |
| 54                  | ¡Quiero jugar fútbol!                 | I Want to Play Football          |                     |                      |
| 55                  | ¡Quiero jugar en la lluvia!           | I Want to Play in the Rain       |                     |                      |
| 56                  | ¡Quiero comer frijoles!               | I Want Baked Beans               |                     |                      |
| 57                  | ¡No quiero bailar!                    | I Don't Want to Dance            |                     |                      |
| 58                  | ¡Quiero ir de vacaciones!             | I Want to Go on Holiday          |                     |                      |
| 59                  | ¡Quiero mi oveja!                     | I Want My Sheep                  |                     |                      |
| 60                  | ¡No quiero perderme la diversión!     | I Don't Want to Miss It          |                     |                      |
| 61                  | ¡Quiero hacer un show!                | I Want to do a Show              |                     |                      |
| 62                  | ¡Quiero Gilberto!                     | Can I Have It Back Now, Please?  |                     |                      |
| 63                  | ¡Quiero encontrar el tesoro!          | I Want to Find the Treasure      |                     |                      |
| 64                  | ¡No me gustan las tormentas!          | I Don't Like Thunderstorms       |                     |                      |
| 65                  | Puedo guardar un secreto              | I Can Keep a Secret              |                     |                      |
| Temporada 3         |                                       |                                  |                     |                      |
| 66                  | ¡Quiero a Horacio!                    | I Want My Horace                 |                     |                      |
| 67                  | ¡Quiero a ser una dama de honor!      | I Want to be a Bridesmaid        |                     |                      |
| 68                  | ¿Quién apagó la luz?                  | Who Turned off the Lights?       |                     |                      |
| 69                  | ¡Quiero mi casa del árbol!            | I Want My Treehouse              |                     |                      |
| 70                  | ¡Quiero ser veterinaria!              | I Want to be a Vet               |                     |                      |
| 71                  | ¡Quiero recortar!                     | I Want to Cut Out                |                     |                      |
| 72                  | ¡Yo quiero a Fido!                    | I Want Scruff                    |                     |                      |
| 73                  | ¡Quiero patinar!                      | I Want to Skate                  |                     |                      |
| 74                  | ¡Quiero ir a la playa!                | I Want to Go to the Seaside      |                     |                      |
| 75                  | ¡No te vayas!                         | Please Don't Go                  |                     |                      |
| 76                  | ¡Quiero mi pato!                      | I Want My Duck                   |                     |                      |
| 77                  | ¡Quiero el premio!                    | I'm Going to Win the Rosette     |                     |                      |
| 78                  | No hay que discutir                   | I Don't Like Arguments           |                     |                      |
| 79                  | ¡Quiero cantar!                       | I Want to Sing                   |                     |                      |
| 80                  | ¡Quiero hacer una broma!              | I Want to Play a Joke            |                     |                      |
| 81                  | ¡Quiero ser detective!                | I Want to be a Detective         |                     |                      |
| 82                  | ¡Quiero mi petirrojo!                 | I Want My Robin                  |                     |                      |
| 83                  | ¡Quiero una gincana!                  | I Want a Gymkhana                |                     |                      |
| 84                  | ¡Quiero ser fuerte!                   | I'll Make You Strong             |                     |                      |
| 85                  | ¡No quiero tocar el piano!            | I Don't Want to Play the Piano   |                     |                      |
| 86                  | ¡Quiero ir al espacio!                | I Want to Go to Space            |                     |                      |
| 87                  | ¡Quiero ser policía!                  | I Want to be a Policeman         |                     |                      |
| 88                  | ¡Quiero ir de camping!                | I Want to Go Camping             |                     |                      |
| 89                  | ¡Quiero reciclar!                     | I Want to Recycle                |                     |                      |
| 90                  | ¡Quiero ser un enfermera!             | I Want to be a Nurse             |                     |                      |
| 91                  | ¡Quiero jugar a las escondidas!       | I Want to Play Hide and Seek     |                     |                      |
| 92                  | ¡Quiero un cuarto nuevo!              | I Want a New Bedroom             |                     |                      |
| 93                  | ¡Quiero tu tiara!                     | I Want Your Tiara                |                     |                      |
| 94                  | ¡Quiero ser famosa!                   | I Want to be Famous              |                     |                      |
| 95                  | ¡Quiero una pijamada!                 | I Want a Sleepover               |                     |                      |
| 96                  | ¡Quiero patinar sobre hielo!          | I Want to Ice Skate              |                     |                      |
| 97                  | ¡Quiero un amigo por correspondencia! | I Want a Pen Pal                 |                     |                      |
| 98                  | ¡Quiero un go-kart!                   | I Want a Go Kart                 |                     |                      |
| 99                  | ¡No debo ser mandona!                 | I Musn't be Bossy                |                     |                      |
| 100                 | Un insecto muy especial               | I Want My Stick Insect           |                     |                      |

## Doblaje para Hispanoamérica
| Personaje           | Actor de Doblaje en Hispanoamérica · ( Chile) |
| ------------------- | --------------------------------------------- |
| Princesita          | Miriam Aguilar                                |
| El Rey              | Mario Santander                               |
| La Reina            | Loreto Araya                                  |
| Nana                | Jessica Toledo                                |
| General             | Roberto Farías                                |
| El jardinero        | Alexis Quiroz                                 |
| Chef                | Marco Antonio Espina                          |
| Primer ministro     | Javier Rodríguez                              |
| Almirante           | Rodrigo de la Paz                             |
| Compañía de doblaje | DINT Doblajes Internacionales                 |
| Lugar de doblaje    | Santiago, Chile                               |
| Director de doblaje | Héctor Moncada                                |

## Enlaces
- Princesita en tu DiscoveryKids.com

- Datos: Q1570778